# Süderheistedt
Süderheistedt là một đô thị thuộc huyện Dithmarschen, trong bang Schleswig-Holstein, nước Đức. Đô thị Süderheistedt có diện tích 8,44 km², dân số thời điểm 31 tháng 12 năm 2006 là 595 người.